# Arhiepiscopia Dunării de Jos
Arhiepiscopia Dunării de Jos este o eparhie a Bisericii Ortodoxe Române. Are sediul în Galați, jurisdicția peste județele Galați și Brăila, și este condusă de arhiepiscopul Casian Crăciun.
A fost ridicată la rangul de Arhiepiscopie pe 27 septembrie 2009.